# Stephen Bray
Stephen Pate Bray (Detroit, 23 dicembre 1956) è un cantautore, batterista e produttore discografico statunitense.

## Biografia
Bray è conosciuto per aver fatto parte della band Breakfast Club, gruppo di supporto di Madonna e per aver scritto con lei diversi brani contenuti in tre album dell'artista. Nel 2017, Bray vinse il premio Grammy per le musiche del musical The Color Purple, ispirato all'omonimo romanzo di Alice Walker e anche vincitore di due Tony Award. Bray possiede e gestisce gli studi di registrazione Saturn Sound e l'etichetta Soultone Records.

## Discografia

### Con i Breakfast Club

#### Album in studio
- 1987 – Breakfast Club

#### Singoli
- 1984 – Rico Mambo
- 1986 – Right on Track
- 1986 – Rico Mambo
- 1987 – Kiss and Tell
- 1987 – Never Be the Same
- 1988 – Expressway to Your Heart
- 1988 – Drive My Car